# Fitosterol

β-Sitosterol, un exemple de fitosterol.

Els fitosterols o esterols vegetals són un grup d'esterols, molècules orgàniques que formen part de la membrana cel·lular de les cèl·lules vegetals, amb una funció similar a la del colesterol en les membranes cel·lulars animals.
Els fitosterols es troben en petites quantitats en els olis vegetals especialment en l'oli extret d'algunes plantes del gènere Hippophae, (1640 mg/100g), oli de blat de moro (968 mg/100g), l'oli de soia (327 mg/100g). un complex de fitosterol, aïllat de l'oli vegetal, és la colestatina, composta per campesterol, estigmasterol, i brassicasterol, i és un complement dietètic. Tenen aspecte de pols amb una olor característica, insolubles en aigua i soluble en alcohol. Tenen aplicacions en medicina i cosmètica i són un additiu alimentari pres per abaixar el colesterol.
Les plantes contene molt tipus de fitoesterols. Actuen com a component estructural de la membrana cel·lular, un paper que, en les cèl·lules dels mamífers el fa el colesterol.

## Usos
Com a additiu alimentari tenen propietats de fer davallar el colesterol (en redueixen l'absorció en els intestins. Els esterols poden reduir el colesterols en humans entre un 10% i 15%. Però podrien tenir efectes perjudicials sobre altres parts del cos (el cor, arterioesclerosi, cerebrovasculars).
Els fitoesterols poden servir de biomarcadors de la presència de matèria orgànica present en una mostra.
També serveix per detectar adulteracions en olis comestibles (olis de soia, de gira-sol i de colza).

## Fitosterols específics

β-Sitosterol

Ergosterol

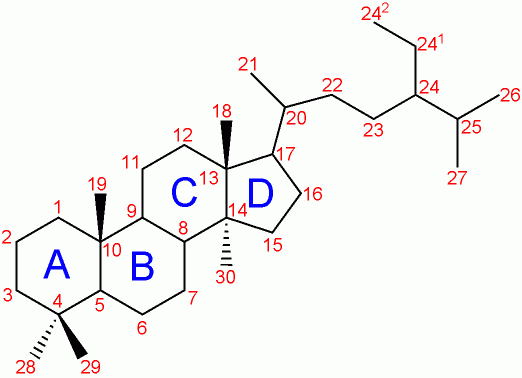
Nomenclatura.

- β-sitosterol és la molècula de partida.
- traient el carboni 24²,s'obté campesterol.
- traient els carbonis 24¹ i 24², s'obté el colesterol.
- traient un hidrogen dels carbonis 22 i 23 s'obté estigmasterol (estigmasta-5,22-dien-3β-ol).
- traient el carboni 24² i els hidrogens dels carbonis 22 i 23 s'obté brassicasterol (ergosta-5,22-dien-3β-ol).
- Posteriors remocions d'hidrogens dels carbonis 7 i 8 del brassicasterol dona ergosterol (ergosta-5,7,22-trien-3β-ol). Important: L'ergosterol no és un fitosterol sinó un component de les membranes dels fongs amb la mateixa funció que el colesterol en les membranes dels animals.